# Декенс, Бетс
Берендина Йоханна (Бетс) Декенс (в замужестве — де Врис; нидерл. Berendina Johanna (Bets) Dekens (de Vries); 25 октября 1906, Гронинген — 13 августа 1992, Гронинген) — нидерландская легкоатлетка, выступавшая в метании диска и прыжках в высоту. Участница летних Олимпийских игр 1928 года.

## Биография
Бетс Декенс родилась 25 октября 1906 года в нидерландском городе Гронинген.
Выступала в легкоатлетических соревнованиях за КНАУ.
В 1928 году вошла в состав сборной Нидерландов на летних Олимпийских играх в Амстердаме. В квалификации метания диска заняла 17-е место, показав результат 29,36 метра и уступив 4,18 метра худшей из попавших в финал Лисль Перкаус из Австрии. За месяц до Игр участвовала в легкоатлетическом матче Западная Германия—Нидерланды, состоявшемся в Леннепе, заняла 3-е место в прыжках в высоту (1,40 метра) и 5-е место в метании диска (23,40 метра).
Умерла 13 августа 1992 года в Гронингене.

## Личный рекорд
- Прыжок в высоту — 1,40 (24 июня 1928, Леннеп)
- Метание диска — 29,36 (31 июля 1928, Амстердам)[1]

## Семья
Отец — Маттеюс Декер, государственный служащий. Мать — Йоханна Хендерика Силинг.
Муж — Ян Херман де Врис (1904 или 1905—1961), торговец. Поженились 30 сентября 1929 года в Гронингене.